# 马尔萨 (上比利牛斯省)
马尔萨（法語：Marsas）是法国上比利牛斯省的一个市镇，属于巴涅雷德比戈尔区（Bagnères-de-Bigorre）巴涅雷德比戈尔县（Bagnères-de-Bigorre）。该市镇总面积2.77平方公里，2009年时的人口为65人。

## 人口
马尔萨人口变化图示